# Hotel Ukraina (Moskwa)
Hotel Ukraina, Radisson Royal Hotel – luksusowy, pięciogwiazdkowy hotel, położony w centrum Moskwy, w zakolu rzeki Moskwy, zarządzany przez Rezidor Hotel Group. Choć reklamowany jest on jako Radisson Royal Hotel, zarząd używa też historycznej nazwy obiektu: hotel Ukraina.

## Historia
Gmach zbudowano z inicjatywy Józefa Stalina. Został on zaprojektowany przez Arkadija Mordwinowa i Wiaczesława Ołtarzewskiego i przy swoich 206 metrach jest drugim co do wysokości budynkiem w grupie neoklasycznych wysokościowców znanych jako Siedem Sióstr. Był najwyższym hotelem na świecie od czasu swego powstania do momentu otwarcia Westin Peachtree Plaza Hotel w Atlancie w 1976. Lokalizacja obiektu na niskim brzegu rzeki oznaczała trudne prace przy budowie fundamentów poniżej poziomu wody. Były one możliwe dzięki pomysłowemu systemowi usuwania wody za pomocą nowoczesnych pomp.
Hotel został otwarty 25 maja 1957. W 2007 został zamknięty w celu przeprowadzenia gruntownej renowacji i konserwacji. W 2009 właściciele podpisali umowę z Rezidor Hotel Group obejmującą przekazanie zarządu nad obiektem pod nazwą Radisson Royal Hotel, Moskwa. Zachowuje on swoją pierwotną nazwę, jednak tylko dla niektórych celów.
Hotel wznowił działalność w dniu 28 kwietnia 2010 roku, po jego trzyletnim remoncie. Jego historyczną elewację przywrócono z detalami. Dodano liczne nowoczesne rozwiązania, w tym wielopoziomowy układ oczyszczania wody i system obiegu powietrza.
Wieżowiec został przejęty przez miliardera Goda Nisanowa za kwotę 59 mln funtów brytyjskich podczas przetargu w 2005 roku. Jego współwłaścicielem jest Zarach Iliew.